# Henri Belcour
Pour les articles homonymes, voir Belcour.
 (août 2019).
Si vous disposez d'ouvrages ou d'articles de référence ou si vous connaissez des sites web de qualité traitant du thème abordé ici, merci de compléter l'article en donnant les références utiles à sa vérifiabilité et en les liant à la section « Notes et références ».
Henri Belcour, né le 11 septembre 1926 à Ussel et mort le 19 novembre 2003 dans la même ville, est un homme politique français.

## Biographie
Cette biographie est issue du Dictionnaire des parlementaires français.

### Début en politique
Né le 11 septembre 1926 à Ussel, Henri Belcour s'y établit comme médecin après ses études, succédant ainsi à son père. Comme son père, il était membre actif de la Résistance et conseiller municipal. C'est également à Ussel qu'il s'engage dans la vie publique : il devient maire de la capitale de la Haute-Corrèze en 1965. Constamment reconduit par ses administrés pendant trente-six ans, il améliore ses scores à chaque scrutin au point d'être encore réélu en 1995 avec plus de 65 % des voix. Également élu conseiller général du canton d'Ussel-Est en 1967, il siège à l'assemblée départementale jusqu'en 1998.

### Rencontre avec Jacques Chirac et député de la Corrèze
Lorsque Jacques Chirac, jeune chargé de mission auprès du Premier ministre Georges Pompidou, se présente dans la troisième circonscription de la Corrèze aux élections législatives de mars 1967, il demande à Henri Belcour d'être son suppléant. Il a en effet besoin de la notoriété du maire d'Ussel pour l'emporter dans cette circonscription rurale ancrée à gauche. À la suite de sa victoire très serrée contre le communiste Georges Émon, Jacques Chirac est nommé secrétaire d'État aux Affaires sociales, chargé des problèmes de l'emploi. Aussi est-il remplacé au Palais Bourbon par Henri Belcour, qui s'inscrit au groupe d'Union démocratique pour la Ve République (UDR) et est nommé au sein de la commission des affaires culturelles.
Après les élections législatives de juin 1968, Henri Belcour conserve son siège de député, Jacques Chirac étant de nouveau nommé membre du Gouvernement. Il retrouve le groupe gaulliste de l'UDR ainsi que la commission des affaires culturelles. À l'Assemblée nationale, il intervient au sujet de la situation fiscale des propriétaires forestiers en 1969, des fusions et regroupements de communes en 1971 et de la taxation du commerce d'animaux vivants en 1972. Il vote la loi portant création et organisation des régions en 1972.
Il remplace de nouveau Jacques Chirac après les élections législatives de mars 1973. Toujours membre du groupe de l'UDR et de la commission des affaires culturelles, il s'exprime à propos de l'élevage et du prix de la viande bovine et devient vice-président de l'intergroupe parlementaire de l'eau en 1973. Il se prononce en outre pour la loi Royer d'orientation du commerce et de l'artisanat en 1973, pour la loi Veil relative à l'interruption volontaire de grossesse en 1974, et pour la loi portant réforme du divorce en 1975. Il devient par ailleurs conseiller régional du Limousin en 1973.
Il est signataire de l'« appel des 43 » en faveur d'une candidature de Valéry Giscard d'Estaing à l'élection présidentielle de 1974.
À la suite de la démission de Jacques Chirac de ses fonctions de Premier ministre en août 1976, Henri Belcour abandonne son mandat de député le 2 octobre suivant afin de permettre à l'ancien locataire de l'Hôtel Matignon de retrouver son siège au Palais Bourbon.

### Sénateur de la Corrèze
Il brigue de nouveau un siège parlementaire aux élections sénatoriales du 28 septembre 1980 sur une liste d'Entente républicaine. Après avoir obtenu 300 des 680 suffrages exprimés au premier tour, il est élu au second tour avec 377 des 666 suffrages exprimés. Il est ensuite reconduit dès le premier tour aux élections du 24 septembre 1989 avec 435 des 743 suffrages exprimés.
Au Sénat, il rejoint les rangs du groupe du Rassemblement pour la République (RPR) et siège à la commission des affaires sociales.

### Fin en politique et fin de vie
Non candidat aux élections sénatoriales de septembre 1998 après avoir déjà abandonné son mandat de conseiller général en mars 1998, il demeure maire d'Ussel jusqu'en mars 2001, date à laquelle il ne se représente pas.
Décoré de la Légion d'honneur à l'Élysée en 2000 par Jacques Chirac, qui n'a cessé d'entretenir d'étroits liens d'amitié avec lui au point de venir célébrer chez le maire d'Ussel, le 7 mai 1996, le premier anniversaire de son élection à la présidence de la République, Henri Belcour s'éteint le 19 novembre 2003, à l'âge de soixante-dix-sept ans. Présent à ses obsèques, le président de la République prononce l'éloge funèbre de celui auquel il doit en grande partie son implantation électorale en Corrèze.